# 5150 (Triathlon)

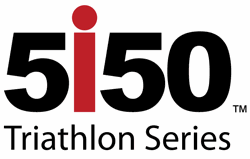
Logo der 5150 Triathlon Serie

5150 respektive 5i50 ist eine Triathlon-Wettkampfserie über die olympische Distanz – als geschütztes Markenzeichen gehören sie dem chinesischen Dalian-Wanda-Konzern beziehungsweise dessen Tochterunternehmen WTC. Diese besteht aus 1,5 Kilometer Schwimmen, 40 Kilometer Radfahren und 10 Kilometer Laufen. Zusammen ergibt sich eine Distanz von 51,50 Kilometern, woraus sich der Name der Wettkampfserie ableitet.
Nachdem bei den Wettkämpfen dieser Serie sich Profi-Triathleten gemeinsam mit Amateuren gleichzeitig auf der Wettkampfstrecke befinden, besteht im Unterschied zu den von der International Triathlon Union veranstalteten Elite-Wettkämpfen beim Radfahren keine Windschattenfreigabe.

## Organisation
Die Rennserie 5150 wird seit 2011 von der World Triathlon Corporation (WTC) veranstaltet, die auch Inhaber der geschützten Markenzeichen Ironman sowie Ironman 70.3 ist und Wettkämpfe unter diesen Markenzeichen teilweise selbst veranstaltet, teilweise gegen Zahlung von Lizenzgebühren die Nutzung der Markenzeichen durch unabhängige Veranstalter gestattet. Die Initiierung der Serie wurde auf einer Pressekonferenz im Rahmen des Ironman Hawaii 2010 bekanntgegeben.

## Ergebnisse

### Saison 2025
| Wettkampf                | Wettkampf    | Männer   | Männer   | Männer   | Frauen   | Frauen   | Frauen   |
| Ort                      | Datum        | 1. Platz | 2. Platz | 3. Platz | 1. Platz | 2. Platz | 3. Platz |
| ------------------------ | ------------ | -------- | -------- | -------- | -------- | -------- | -------- |
| 5150 Kraichgau Kraichgau | 25. Mai 2025 |          |          |          |          |          |          |
| 5150 Warsaw Warschau     | 8. Juni 2025 |          |          |          |          |          |          |

### Saison 2024
| Wettkampf                          | Wettkampf     | Männer   | Männer   | Männer   | Frauen   | Frauen   | Frauen   |
| Ort                                | Datum         | 1. Platz | 2. Platz | 3. Platz | 1. Platz | 2. Platz | 3. Platz |
| ---------------------------------- | ------------- | -------- | -------- | -------- | -------- | -------- | -------- |
| 5150 Hradec Králové Hradec Králové | 18. Aug. 2024 |          |          |          |          |          |          |
| 5150 Poznan Poznan                 | 1. Sep. 2024  |          |          |          |          |          |          |
| 5150 Knokke-Heist Knokke-Heist     | 7. Sep. 2024  |          |          |          |          |          |          |
| 5150 Dapitan Dapitan               | 8. Sep. 2024  |          |          |          |          |          |          |
| 5150 Erkner Erkner                 | 14. Sep. 2024 |          |          |          |          |          |          |
| 5150 Cartagena Cartagena           | 15. Sep. 2024 |          |          |          |          |          |          |
| 5150 Cervia Emilia-Romagna         | 22. Sep. 2024 |          |          |          |          |          |          |
| 5150 Gualeguaychú Gualeguaychú     | 6. Okt. 2024  |          |          |          |          |          |          |

### Saison 2023
| Wettkampf                | Wettkampf     | Männer          | Männer           | Männer          | Frauen             | Frauen              | Frauen        |
| Ort                      | Datum         | 1. Platz        | 2. Platz         | 3. Platz        | 1. Platz           | 2. Platz            | 3. Platz      |
| ------------------------ | ------------- | --------------- | ---------------- | --------------- | ------------------ | ------------------- | ------------- |
| 5150 Kraichgau Kraichgau | 21. Mai 2023  | Julian Mutterer | Luis Lorenz      | Philipp Hannich | Vivien Bartosch    | Szuanne Brummel     | Lea Straub    |
| 5150 Warsaw Warschau     | 11. Juni 2023 | Filip Szymonik  | Maciej Skornicki | Piotr Rózalski  | Agnieszka Gadomska | Martyna Lewandowska | Anna Gizynska |

### Saison 2019
| Wettkampf                | Wettkampf     | Männer           | Männer     | Männer        | Frauen                | Frauen          | Frauen           |
| Ort                      | Datum         | 1. Platz         | 2. Platz   | 3. Platz      | 1. Platz              | 2. Platz        | 3. Platz         |
| ------------------------ | ------------- | ---------------- | ---------- | ------------- | --------------------- | --------------- | ---------------- |
| 5150 Poreč Poreč         | 5. Mai 2019   |                  |            |               |                       |                 |                  |
| 5150 Kraichgau Kraichgau | 2. Juni 2019  |                  |            |               |                       |                 |                  |
| 5150 Warsaw Warschau     | 16. Juni 2019 | Serhij Kuroczkin | Ruedi Wild | James Cunnama | Małgorzata Otworowska | Paulina Kotfica | Ewa Komander     |
| 5150 Zurich Zürich       | Juli 2019     | Fabian Dutli     |            |               | Nicola Spirig         | Imogen Simmonds | Amelia Watkinson |

### Saison 2018
| Wettkampf                  | Wettkampf     | Männer            | Männer                   | Männer                  | Frauen          | Frauen          | Frauen                    |
| Ort                        | Datum         | 1. Platz          | 2. Platz                 | 3. Platz                | 1. Platz        | 2. Platz        | 3. Platz                  |
| -------------------------- | ------------- | ----------------- | ------------------------ | ----------------------- | --------------- | --------------- | ------------------------- |
| 5150 Kraichgau Kraichgau   | 3. Juni 2018  | Bent Estler       | Felix Fellhauer          | Alexander Richter       | Bieke Trenson   | Sabrina Elwert  | Michaela Volz             |
| 5150 Pescara Pescara       | 10. Juni 2018 | Marco Mangiarotti | Giuseppe Corsini         | Edoardo Bettas Ardisson | Michela Santini | Carmela Petroni | Stéphanie Hersan Vergnaud |
| 5150 Zurich Zürich         | 28. Juli 2018 | Mitch Kibby       | Manuel Küng              | Niklas Hirmke           | Daniela Ryf     | Imogen Simmonds | Felicity Sheedy-Ryan      |
| 5150 Ekurhuleni Ekurhuleni | 21. Okt. 2018 | Travis Johnston   | Herculaas Jacobus Cronje | Dylan Kruger            | Annah Watkinson | Taneal Otto     | Natalie Ross              |

### Saison 2017
| Wettkampf            | Wettkampf     | Männer        | Männer           | Männer            | Frauen          | Frauen          | Frauen       |
| Ort                  | Datum         | 1. Platz      | 2. Platz         | 3. Platz          | 1. Platz        | 2. Platz        | 3. Platz     |
| -------------------- | ------------- | ------------- | ---------------- | ----------------- | --------------- | --------------- | ------------ |
| 5150 Pescara Pescara | 18. Juni 2017 | Marco Madama  | Valery Dubchenko | Moreno De Angelis | Michela Santini | Laura Casasanta | Ellen Hight  |
| 5150 Zurich Zürich   | 29. Juli 2017 | Sven Riederer | Sam Wade         | Patrick Jaberg    | Daniela Ryf     | Imogen Simmonds | Ricarda Lisk |

### Saison 2016
| Wettkampf                             | Wettkampf     | Männer           | Männer        | Männer       | Frauen               | Frauen       | Frauen      |
| Ort                                   | Datum         | 1. Platz         | 2. Platz      | 3. Platz     | 1. Platz             | 2. Platz     | 3. Platz    |
| ------------------------------------- | ------------- | ---------------- | ------------- | ------------ | -------------------- | ------------ | ----------- |
| 5150 Taitung Taitung                  | 26. März 2016 | Yao Yu Tsai      |               |              | Sally Wang           |              |             |
| Shawigan Lake Triathlon Shawigan Lake | 29. Mai 2016  | Adam O’Meara     |               |              | Lindsay Glassford    |              |             |
| 5150 Subic Bay Philippines Subic Bay  | 5. Juni 2016  |                  |               |              |                      |              |             |
| 5150 Kraichgau Kraichgau              | 5. Juni 2016  | Sander Heemeryck |               |              | Sigrid Mutscheller   |              |             |
| 5150 Coral Coast Port Douglas         | 5. Juni 2016  | Marc Hardy       |               |              | Emily Houston        |              |             |
| 5150 Pescara Pescara                  | 12. Juni 2016 |                  |               |              |                      |              |             |
| 5150 Warschau Warschau                | 12. Juni 2016 | Elliot Smales    |               |              | Paulina Kotfica      |              |             |
| Saskatoon Triathlon Saskatchewan      | 25. Juni 2016 | James Cook       |               |              | Christina Charles    |              |             |
| Vancouver Triathlon Vancouver         | 10. Juli 2016 | Robert Johnson   |               |              | Lauren Babineau      |              |             |
| Boulder Peak Triathlon Boulder        | 10. Juli 2016 |                  |               |              |                      |              |             |
| 5150 Zurich Zürich                    | 23. Juli 2016 | Ruedi Wild       | Nils Svensson | David Herzig | Nicola Spirig        | Ricarda Lisk | Nina Derron |
| 5150 Budapest Budapest                | 31. Juli 2016 | Brad Kahlefeldt  |               |              | Judit Koronika       |              |             |
| 5150 Bela Bela Bela Bela              | 20. Aug. 2016 | Travis Johnston  |               |              | Andrea Steyn         |              |             |
| 5150 Aarhus Aarhus                    | 10. Sep. 2016 | Kristian Broløs  |               |              | Stine Bækgaard Olsen |              |             |
| 5150 Bohol Philippines Bohol          | 6. Nov. 2016  | Sam Betten       |               |              | Amelia Watkinson     |              |             |

### Saison 2015
| Wettkampf                                        | Wettkampf     | Männer            | Männer           | Männer            | Frauen                  | Frauen            | Frauen                  |
| Ort                                              | Datum         | 1. Platz          | 2. Platz         | 3. Platz          | 1. Platz                | 2. Platz          | 3. Platz                |
| ------------------------------------------------ | ------------- | ----------------- | ---------------- | ----------------- | ----------------------- | ----------------- | ----------------------- |
| Geelong 5150 Triathlon Geelong                   | 8. Feb. 2015  | Nuru Somi         | Adam Rudgley     | Kieran Paton      | Ainslie Bakker          | Sara Coulter      | Emma Oneill             |
| Shawigan Lake Triathlon Shawigan Lake            | 24. Mai 2015  | Shawn Wilyman     | Alex Martinek    | Carlos Lesser     | Malindi Elmore          | Janet Nielsen     | Lauren Babineau         |
| 5150 Subic Bay Philippines Subic Bay             | 7. Juni 2015  | Sam Betten        | Mitchell Kibby   | Casey Munro       | Belinda Granger         | Dimity-Lee Duke   | Monica Torres           |
| 5150 Kraichgau Kraichgau                         | 7. Juni 2015  | David Breuer      | Dave Rost        | Simon Weber       | Michaela Renner-Schneck | Imke Oelerich     | Julia Wydra             |
| 5150 Coral Coast Port Douglas                    | 7. Juni 2015  | James Cunnama     | David Mainwaring | Matt Franklin     | Katey Gibb              | Sarah Crowley     | Beth Gerdes             |
| Saskatoon Triathlon Saskatchewan                 | 28. Juni 2015 | Ryan King         | Tim Pierce       | Shawn Rempel      | Christina Charles       | Jessie Lilly      | Jennifer Souter         |
| Vancouver Triathlon Vancouver                    | 5. Juli 2015  | Robert Johnson    | Carlos Lesser    | Martin Caron      | Alexandra Bovell        | Lauren Babineau   | Britni Bakk             |
| Boulder Peak Triathlon Boulder                   | 12. Juli 2015 | Santiago Ascenco  | Jared Milam      | Yoni Doron-Peters | Abby Levene             | Stephanie Popelar | Colleen De Reuck        |
| 5150 Zurich Zürich                               | 18. Juli 2015 | Patrick Wallimann | Alain Friedrich  | Cédric Pache      | Jane Fardell            | Tanja Bühlmann    | Jacqueline Uebelhart    |
| 5150 Marseille Marseille                         | 26. Juli 2015 | Karl Shaw         | Arthur Horseau   | Toumy Degham      | Jeanne Collonge         | Camille Donat     | Sarah Lester            |
| 5150 Budapest Budapest                           | 21. Aug. 2015 | László Tarnai     | Bence Balogh     | Csaba Kuttor      | Ivett Nagy              | Dóra Mester       | Sabine Greipel          |
| 5150 Bela Bela Bela Bela                         | 22. Aug. 2015 | Michael Davidson  | Clinton Gravett  | Freddy Lampret    | Andrea Steyn            | Cindy Schwulst    | Denine van Heerden      |
| Banff Triathlon Banff                            | 12. Sep. 2015 | Adrian Court      | Dan Seibel       | Brian Kozak       | Lindsey Chamberlain     | Jenny Rowe        | Marie Cecile Coppelmans |
| Ekurhuleni 5150 African Championships Ekurhuleni | 1. Nov. 2015  | Henri Schoeman    | Michael Davidson | Bradley Weiss     | Andrea Steyn            | Cindy Schwulst    | Lucie Reed              |
| 5150 Bohol Philippines Bohol                     | 8. Nov. 2015  | Sam Betten        | Michael Murphy   | Justin Granger    | Dimity-Lee Duke         | Belinda Granger   | Monica Torres           |

### Saison 2014
| Wettkampf                                          | Wettkampf     | Männer           | Männer              | Männer            | Frauen            | Frauen                   | Frauen               |
| Ort                                                | Datum         | 1. Platz         | 2. Platz            | 3. Platz          | 1. Platz          | 2. Platz                 | 3. Platz             |
| -------------------------------------------------- | ------------- | ---------------- | ------------------- | ----------------- | ----------------- | ------------------------ | -------------------- |
| Noosa Triathlon Noosa Heads                        | 2. Nov. 2014  | Aaron Royle      | Dan Wilson          | Ryan Bailie       | Ashleigh Gentle   | Paula Findlay            | Caroline Steffen     |
| Ekurhuleni 5150 African Championships Ekurhuleni   | 2. Nov. 2014  | Henri Schoeman   | Wian Sullwald       | Wikus Weber       | Andrea Steyn      | Kate Roberts             | Lucie Reed           |
| Safeguard 5150 Philippines Kamana Resort           | 28. Sep. 2014 | Joshua Amberger  | Eric Watson         | Michael Murphy    | Ashleigh Gentle   | Belinda Granger          | Monica Torres        |
| 5150 Galveston Galveston                           | 21. Sep. 2014 | Jager Livingston | Adam Fitzhenry      | Brad Miles        | Katy Stibrich     | Becky McMorries          | Stacy Holden         |
| Hy-Vee Triathlon 5150 U.S. Championship Des Moines | 31. Aug. 2014 | Hunter Kemper    | Ruedi Wild          | Brad Kahlefeldt   | Helle Frederiksen | Alicia Kaye              | Jodie Swallow        |
| 5150 Bela Bela Bela Bela                           | 23. Aug. 2014 | Kent Horner      | Travis Johnston     | Wikus Weber       | Lucie Reed        | Riana de Lange Robertson | Kerryn Grenfell      |
| 5150 Marseille Marseille                           | 27. Juli 2014 | Antony Costes    | Frederik Van Lierde | Julien Pousson    | Camille Donat     | Sabrina Monmarteau       | Justine Guerard      |
| 5150 Zurich European Championships Zürich          | 26. Juli 2014 | Reinaldo Colucci | Ruedi Wild          | Sven Riederer     | Daniela Ryf       | Ricarda Lisk             | Svenja Bazlen        |
| 5150 Kansas Kansas                                 | 20. Juli 2014 | Matt Chrabot     | Joshua Amberger     | Drew Scott        | Mary Beth Ellis   | Lauren Goss              | Jennifer Spieldenner |
| Boulder Peak Triathlon Boulder                     | 13. Juli 2014 | Matt Chrabot     | James Seear         | Kevin Bowstead    | Helle Frederiksen | Radka Vodičková          | Lauren Goss          |
| Century Tuna 5150 Philippines Philippinen          | 29. Juni 2014 | Casey Munro      | Michael Murphy      | Simon Agoston     | Caroline Steffen  | Belinda Granger          | Monica Torres        |
| 5150 Tri Rock Philadelphia Philadelphia            | 22. Juni 2014 | Cameron Dye      | Andy Potts          | Rodolphe Von Berg | Alicia Kaye       | Sara McLarty             | Laurel Wassner       |
| 5150 Mont Tremblant Mont Tremblant                 | 8. Juni 2014  | Ben Collins      | Rodolphe Von Berg   | James Thorp       | Lauren Goss       | Catherine Jameson        | Isabelle Rouleau     |
| 5150 Coral Coast Port Douglas                      | 1. Juni 2014  | Clayton Fettell  | Sam Betten          | Nuru Somi         | Kira Flanagan     | Renee Baker              | Rachael Paxton       |
| Memphis in May Memphis                             | 18. Mai 2014  | James Seear      | Rodolphe Von Berg   | Jordan Jones      | Lauren Brandon    | Hallie Blunck            | Abby Geurink         |
| Columbia Triathlon Columbia                        | 18. Mai 2014  | Mike Meehan      | Justin Galbreath    | Todd Burns        | Taylor Knibb      | Julia Roman-Duval        | Hilary Cairns        |
| St. Anthony’s Triathlon Saint Petersburg           | 27. Apr. 2014 | Ruedi Wild       | Brad Kahlefeldt     | Hunter Kemper     | Sarah Haskins     | Helle Frederiksen        | Radka Vodičková      |
| New Orleans Triathlon New Orleans                  | 30. März 2014 | Drew Scott       | Michael Poole       | Rudy Kahsar       | Lauren Goss       | Sara McLarty             | Jilian Petersen      |
| Geelong 5150 Triathlon Geelong                     | 9. Feb. 2014  | Craig Alexander  | Tim Reed            | Brad Kahlefeldt   | Emma Moffatt      | Rebecca Hoschke          | Lisa Marangon        |

### Saison 2013
| Wettkampf                                             | Wettkampf      | Männer               | Männer              | Männer            | Frauen               | Frauen               | Frauen               |
| Ort                                                   | Datum          | 1. Platz             | 2. Platz            | 3. Platz          | 1. Platz             | 2. Platz             | 3. Platz             |
| ----------------------------------------------------- | -------------- | -------------------- | ------------------- | ----------------- | -------------------- | -------------------- | -------------------- |
| Noosa Heads, Noosa Triathlon                          | 4. Nov. 2012   | Peter Kerr           | Ryan Fisher         | Taylor Cecil      | Ashleigh Gentle      | Felicity Sheedy-Ryan | Liz Blatchford       |
| Saint Petersburg, St. Anthony’s Triathlon             | 28. April 2013 | Jan Frodeno          | Ivan Vasiliev       | Hunter Kemper     | Alicia Kaye          | Nicky Samuels        | Emma Moffatt         |
| Lawrence, 5150 Kansas                                 | 19. Mai 2013   | Jordan Jones         | Jon Bird            | Michael Poole     | Lauren Goss          | Andrea Steyn         | Samantha Warriner    |
| Ellicott City, Columbia Triathlon                     | 19. Mai 2013   | Cameron Dye          | Bevan Docherty      | Andrew Yoder      | Meredith Kessler     | Angela Naeth         | Radka Vodičková      |
| New Orleans, New Orleans Triathlon                    | 26. Mai 2013   | Gregory Billington   | Jordan Jones        | Tom Davison       | Kaitlin Donner       | Andrea Steyn         | Annie Warner         |
| Port Douglas, 5150 Coral Coast                        | 2. Juni 2013   | Clayton Fettell      | Brad Kahlefeldt     | Joseph Lampe      | Emma Moffatt         | Ange Castle          | Renee Baker          |
| Klagenfurt, 5150 Klagenfurt                           | 9. Juni 2013   | Stuart Hayes         | Ruedi Wild          | Bertrand Billard  | Bárbara Riveros Díaz | Holly Lawrence       | Olga Zausaylova      |
| Subic Bay, Century Tuna 5150 Philippines              | 23. Juni 2013  | Luke Jarrod McKenzie | Ben Allen           | Michael Murphy    | Belinda Granger      | Michelle Gailey      | Jacqui Slack         |
| Muskoka, 5150 Muskoka                                 | 23. Juni 2013  | Jon Bird             | Barrett Brandon     | Michael Poole     | Alicia Kaye          | Abby Geurink         | Lauren Brandon       |
| Innsbrook, 5150 St. Louis                             | 29. Juni 2013  | Gregory Billington   | Kaleb Vanort        | David Thompson    | Jennifer Spieldenner | Lauren Goss          | Abby Geurink         |
| Boulder, Boulder Peak Triathlon                       | 14. Juli 2013  | Timothy O’Donnell    | James Seear         | Joshua Amberger   | Lisa Nordén          | Nicky Samuels        | Lauren Goss          |
| Zürich, 5150 Zurich – European Championship           | 27. Juli 2013  | Javier Gómez         | Sven Riederer       | Ruedi Wild        | Emma Moffatt         | Daniela Ryf          | Svenja Bazlen        |
| Marseille, 5150 Marseille                             | 28. Juli 2013  | Antony Costes        | Frederik Van Lierde | Rodolphe Von Berg | Radka Vodičková      | Jeanne Collonge      | Julie Le Colleter    |
| Columbus, Giant Eagle Triathlon                       | 28. Juli 2013  | Ben Collins          | Kaleb Vanort        | Brooks Cowan      | Laurel Wassner       | Jennifer Spieldenner | Julie Patterson      |
| Limpopo, 5150 Bela Bela                               | 24. Aug. 2013  | Wian Sullwald        | Travis Johnston     | Wikus Weber       | Andrea Steyn         | Lauren Dance         | Lucie Reed           |
| Des Moines, Hy-Vee Triathlon 5150 – U.S. Championship | 1. Sep. 2013   | Javier Gómez         | Hunter Kemper       | Greg Bennett      | Emma Moffatt         | Melissa Hauschildt   | Svenja Bazlen        |
| Galveston, 5150 Galveston                             | 22. Sep. 2013  | Joshua Amberger      | Daniel Bretscher    | Brooks Cowan      | Shannon Radle        | Liz Baugher          | Zana Buttermore-Baca |
| Ekurhuleni, Ekurhuleni 5150 African Championship      | 3. Nov. 2013   | Henri Schoeman       | Antony Costes       | Wikus Weber       | Andrea Steyn         | Lucie Reed           | Lauren Dance         |

### Saison 2012
Für Februar 2012 wurde ein weiterer 5150 in Sri Lanka angekündigt und am 1. Juli 2012 fand in Berlin der erste 5150-Triathlon statt; gleichzeitig wurde angekündigt, dass aus dem Wettbewerb im Jahr 2013 ein Ironman 70.3 werde.
| Wettkampf                                             | Wettkampf          | Männer                    | Männer            | Männer               | Frauen          | Frauen              | Frauen           |
| Ort                                                   | Datum              | 1. Platz                  | 2. Platz          | 3. Platz             | 1. Platz        | 2. Platz            | 3. Platz         |
| ----------------------------------------------------- | ------------------ | ------------------------- | ----------------- | -------------------- | --------------- | ------------------- | ---------------- |
| Colombo, 5150 Sri Lanka                               | 19. Februar 2012   | Nicholas Tipper           | Adam Tuck         | Evan Gallagher       | Lisa Akeroyd    | Chika Shiomi        | Marie O’Neill    |
| Saint Petersburg, St. Anthony’s Triathlon             | 29. April 2012     | Filip Ospalý              | Ben Collins       | Timothy O’Donnell    | Sarah Haskins   | Alicia Kaye         | Jodie Stimpson   |
| Tunica, Memphis in May Triathlon                      | 20. Mai 2012       | Paul Matthews             | David Thompson    | Kyle Lee             | Alicia Kaye     | Sarah Gray          | Nicole Kelleher  |
| Kansas City, Kansas City Triathlon                    | 20. Mai 2012       | Jordan Jones              | Jon Bird          | James Hadley         | Laura Bennett   | Jillian Petersen    | Becky Lavelle    |
| Klagenfurt, 5150 Klagenfurt                           | 10. Juni 2012      | Ruedi Wild                | Joshua Amberger   | Clark Ellice         | Daniela Ryf     | Liz Blatchford      | Erika Csomor     |
| New Orleans, 5150 New Orleans                         | 24. Juni 2012      | David Thompson            | Chris Foster      | Timothy Reed         | Becky Lavelle   | Jilian Petersen     | Anna Cleaver     |
| Berlin, 5150 Berlin                                   | 1. Juli 2012       | Filip Ospalý              | Joshua Amberger   | Christian Prochnow   | Radka Vodičková | Katja Konschak      | Anna-Lena Pohl   |
| Liverpool, 5150 Liverpool                             | 1. Juli 2012       | Clark Ellice              | James Seear       | Ruedi Wild           | Daniela Ryf     | Alicia Kaye         | Jodie Stimpson   |
| New York, Nautica New York City Triathlon             | 8. Juli 2012       | Jordan Jones              | Ben Collins       | Kaleb Vanort         | Amy Bevilacqua  | Liz Blatchford      | Jenna Parker     |
| Boulder, Boulder Peak Triathlon                       | 8. Juli 2012       | Cameron Dye               | Matthew Reed      | Kris Gemmell         | Laura Bennett   | Melissa Rollison    | Jillian Petersen |
| Zürich, 5150 Zürich                                   | 14. Juli 2012      | Andrea Nicolas Salvisberg | Ivan Kalashnikov  | Alessandro Degasperi | Nicola Spirig   | Lisa Nordén         | Maria Czesnik    |
| Muskoka, 5150 Muskoka                                 | 22. Juli 2012      | Csaba Kuttor              | Timothy Little    | Mitch Fortier        | Alicia Kaye     | Kimberley Arsenault | Leah McGillivray |
| Columbus, Giant Eagle Triathlon                       | 29. Juli 2012      | David Thompson            | Kaleb Vanort      | Kyle Lee             | Becky Lavelle   | Anna Battiata       | Amanda Felder    |
| Limpopo, 5150 Bela Bela                               | 25. August 2012    | Kent Horner               | Gerhard De Bruin  | Bradley Weiss        | Andrea Steyn    | Lauren Dance        | Claire Horner    |
| Des Moines, Hy-Vee Triathlon (5150 U.S. Championship) | 2. September 2012  | Javier Gómez              | Hunter Kemper     | Greg Bennett         | Lisa Nordén     | Sarah Haskins       | Jodie Stimpson   |
| Galveston, 5150 Galveston                             | 23. September 2012 | Chris Foster              | Tyler Butterfield | Karl Kahsar          | Becky Lavelle   | Abby Geurink        | Annie Warner     |

### Saison 2011
Die Rennen in Europa wurden an folgenden Orten ausgetragen:
- Darmstadt am 5. Juni 2011
- Klagenfurt am 12. Juni 2011
- Liverpool am 26. Juni 2011
- Zürich am 9. Juli 2011
- München-Riem am 23. Juli 2011 (abgesagt)
- Berlin am 10. September 2011 (abgesagt)

In den USA waren unter anderem Rennen in New York, Miami und Washington D.C. geplant. Das erste Rennen der Saison fand am 13. März 2011 in Miami (Florida) statt.
Der Wettbewerb in New Orleans wurde witterungsbedingt am 15. Mai ohne die Schwimmdistanz als Duathlon ausgetragen.
Das Finale der Serie, für welches sich Athleten über die anderen Wettkämpfe der Serie qualifizieren können, sollte am 12. November 2011 in Clearwater, USA, stattfinden, wurde wegen zu geringer Anmeldezahlen dann aber auf das Jahr 2012 verschoben.
| Wettkampf                                             | Wettkampf          | Männer            | Männer               | Männer            | Frauen           | Frauen            | Frauen                |
| Ort                                                   | Datum              | 1. Platz          | 2. Platz             | 3. Platz          | 1. Platz         | 2. Platz          | 3. Platz              |
| ----------------------------------------------------- | ------------------ | ----------------- | -------------------- | ----------------- | ---------------- | ----------------- | --------------------- |
| Miami, Miami International Triathlon                  | 20. März 2011      | Matt Chrabot      | Bevan Docherty       | Ben Collins       | Jillian Petersen | Sara McLarty      | Kaitlin Shiver        |
| Saint Petersburg, St. Anthony’s Triathlon             | 1. Mai 2011        | Filip Ospalý      | Matthew Reed         | Cameron Dye       | Sarah Haskins    | Liz Blatchford    | Sarah Groff           |
| New Orleans, 5150 New Orleans                         | 15. Mai 2011       | Benjamin Collins  | Kris Gemmell         | James Hadley      | Annie Warner     | Evelyne Blouin    | Mandy McLane          |
| Tunica, Memphis in May Triathlon                      | 22. Mai 2011       | Kris Gemmell      | Cameron Dye          | Brian Fleischmann | Amanda Stevens   | Annie Warner      | Amanda Felder Derkacs |
| Darmstadt, 5150 Darmstadt                             | 5. Juni 2011       | Bertrand Billard  | Alessandro Degasperi | Martin Krnavek    | Radka Vodičková  | Nikki Butterfield | Susan Dietrich        |
| Klagenfurt, 5150 Klagenfurt                           | 12. Juni 2011      | Bertrand Billard  | Stuart Hayes         | Joshua Amberger   | Radka Vodičková  | Nikki Butterfield | Renate Forstner       |
| Washington, Washington D.C. Triathlon                 | 19. Juni 2011      | Paul Matthews     | Tim Reed             | David Thompson    | Alicia Kaye      | Nicole Kelleher   | Becky Lavelle         |
| Provo, 5150 Provo                                     | 25. Juni 2011      | abgesagt          | abgesagt             | abgesagt          | abgesagt         | abgesagt          | abgesagt              |
| Liverpool, 5150 Liverpool                             | 26. Juni 2011      | Stuart Hayes      | Fraser Cartmell      | Richie Nicholls   | Liz Blatchford   | Anna Cleaver      | Emma Davis            |
| Zürich, 5150 Zürich                                   | 9. Juli 2011       | Ritchie Nicholls  | Joshua Amberger      | Chris McCormack   | Nicola Spirig    | Renate Forstner   | Anna Cleaver          |
| Boulder, Boulder Peak Triathlon                       | 10. Juli 2011      | Timothy O’Donnell | Paul Matthews        | Greg Bennett      | Annabel Luxford  | Nikki Butterfield | Annie Warner          |
| München-Riem, 5150 München                            | 26. Juli 2011      | abgesagt          | abgesagt             | abgesagt          | abgesagt         | abgesagt          | abgesagt              |
| New York, Nautica New York City Triathlon             | 7. August 2011     | Ben Collins       | Greg Bennett         | Tim Reed          | Rebeccah Wassner | Jenna Parker      | Amy Bevilacqua        |
| Bela Bela, South African 5150 Triathlon               | 13. August 2011    | Travis Johnston   | Michael Davidson     | Erhard Wolfhaardt | Lucie Reed       | Lauren Dance      | Michelle Enslin       |
| Des Moines, Hy-Vee Triathlon (5150 U.S. Championship) | 4. September 2011  | Greg Bennett      | Hunter Kemper        | Stuart Hayes      | Lisa Nordén      | Mirinda Carfrae   | Sarah Haskins         |
| Berlin, 5150 Berlin                                   | 11. September 2011 | abgesagt          | abgesagt             | abgesagt          | abgesagt         | abgesagt          | abgesagt              |
| Gainesville, 5150 Lake Lanier                         | 11. September 2011 | abgesagt          | abgesagt             | abgesagt          | abgesagt         | abgesagt          | abgesagt              |
| Henderson, 5150 Lake Las Vegas                        | 2. Oktober 2011    | abgesagt          | abgesagt             | abgesagt          | abgesagt         | abgesagt          | abgesagt              |
| Galveston, 5150 Galveston                             | 23. Oktober 2011   | Matthew Reed      | Jordan Jones         | Chris Foster      | Becky Lavelle    | Abby Geurink      | Amanda Felder Derkacs |
| Clearwater, 5150 Clearwater/5150 Series Finale        | 12. November 2011  | abgesagt          | abgesagt             | abgesagt          | abgesagt         | abgesagt          | abgesagt              |